# Edgar de Oliveira
Edgar Martins de Oliveira (ur. 11 listopada 1967 w Irecê) – brazylijski lekkoatleta specjalizujący się w biegach średniodystansowych. Czterokrotny mistrz Ameryki Południowej, trzykrotny medalista mistrzostw ibero-amerykańskich, dwukrotny olimpijczyk (Barcelona, Atlanta).

## Przebieg kariery
W 1989 roku zdobył dwa medale mistrzostw Ameryki Południowej – złoty w biegu na 1500 m i brązowy w konkurencji biegu na 800 m. Dwa lata później obronił tytuł mistrza kontynentu w konkurencji biegu na 1500 m. Był uczestnikiem mistrzostw świata w Tokio, na nich startował w konkurencji biegu na 1500 m, ale odpadł w fazie eliminacji, zajmując w swej grupie 10. miejsce. W 1992 roku otrzymał dwa brązowe medale mistrzostw ibero-amerykańskich.
Wystąpił na igrzyskach olimpijskich w Barcelonie, w trakcie których odpadł w półfinale biegu na 1500 m – w grupie zawodników zajął 12. miejsce z czasem 3:42,53.
Brał udział w mistrzostwach świata rozgrywanych w Stuttgarcie i Göteborgu, jednak w obu startach nie przebrnął przez eliminacje. W 1995 roku po raz trzeci wywalczył złoty medal mistrzostw Ameryki Południowej w biegu na 1500 m, natomiast rok później w tejże konkurencji został złotym medalistą mistrzostw ibero-amerykańskich.
W 1996 roku po raz drugi brał udział w igrzyskach olimpijskich, także podczas tych zmagań wystąpił wyłącznie w konkurencji biegu na 1500 m. Odpadł w eliminacjach, zajmując w grupie 7. miejsce z rezultatem czasowym 3:40,70. Po tym olimpijskim starcie Brazylijczykowi udało się w karierze wywalczyć jeszcze dwa medale mistrzostw kontynentu, w tym złoty medal mistrzostw Ameryki Południowej w Mar del Plata (rozgrywanych w 1997 roku). Po raz ostatni w zawodach lekkoatletycznych wystąpił na mistrzostwach Brazylii we wrześniu 2002 roku, podczas których między innymi otrzymał brązowy medal w konkurencji biegu na 1500 m.

## Osiągnięcia
| Rok     | Zawody                                    | Miasto        | Miejsce | Konkurencja              | Wynik   |
| ------- | ----------------------------------------- | ------------- | ------- | ------------------------ | ------- |
| 1989    | Mistrzostwa Ameryki Południowej           | Medellín      | brąz    | bieg na 800 m            | 1:49,51 |
| 1989    | Mistrzostwa Ameryki Południowej           | Medellín      | złoto   | bieg na 1500 m           | 3:47,7h |
| 1990    | Mistrzostwa ibero-amerykańskie            | Manaus        | 4.      | bieg na 800 m            | 1:47,93 |
| 1991    | Mistrzostwa Ameryki Południowej           | Manaus        | złoto   | bieg na 1500 m           | 3:42,41 |
| 1991    | Mistrzostwa świata                        | Tokio         | 10. H   | bieg na 1500 m           | 3:45,59 |
| 1992    | Mistrzostwa ibero-amerykańskie            | Sewilla       | brąz    | bieg na 800 m            | 1:48,38 |
| 1992    | Mistrzostwa ibero-amerykańskie            | Sewilla       | brąz    | bieg na 1500 m           | 3:43,26 |
| 1992    | Igrzyska olimpijskie                      | Barcelona     | 12. SF  | bieg na 1500 m           | 3:42,53 |
| 1993    | Halowe mistrzostwa świata                 | Toronto       | 5. H    | bieg na 1500 m           | 3:44,32 |
| 1993    | Mistrzostwa świata                        | Stuttgart     | 8. H    | bieg na 1500 m           | 3:41,88 |
| 1995    | Mistrzostwa Ameryki Południowej           | Manaus        | złoto   | bieg na 1500 m           | 3:38,81 |
| 1995    | Mistrzostwa świata                        | Göteborg      | 9. H    | bieg na 1500 m           | 3:41,74 |
| 1996    | Mistrzostwa ibero-amerykańskie            | Medellín      | złoto   | bieg na 1500 m           | 3:43,00 |
| 1996    | Igrzyska olimpijskie                      | Atlanta       | 7. H    | bieg na 1500 m           | 3:40,70 |
| 1997    | Halowe mistrzostwa świata                 | Paryż         | 7. H    | bieg na 1500 m           | 3:51,41 |
| 1997    | Mistrzostwa Ameryki Południowej           | Mar del Plata | złoto   | bieg na 1500 m           | 3:49,76 |
| 2000    | Mistrzostwa świata w biegach przełajowych | Vilamoura     | 55.     | seniorzy, krótki dystans | 12:05   |
| 2001    | Mistrzostwa Ameryki Południowej           | Manaus        | srebro  | bieg na 1500 m           | 3:43,56 |
| Źródło: |                                           |               |         |                          |         |

W latach 1989–1994 zdobył sześć tytułów mistrza kraju – pięć w biegu na 1500 m oraz jeden tytuł mistrzowski w konkurencji biegu na 800 m.

## Rekordy życiowe
- bieg na 800 m – 1:46,55 (15 czerwca 1996, São Paulo)
- bieg na 1500 m – 3:34,80 (17 lipca 1991, Rzym)
- bieg na 3000 m – 7:59,56 (14 maja 1995, São Paulo)
- bieg na 5000 m – 13:38,52 (8 lipca 1995, Funchal)
- chód na 5 km – 13:52 (31 marca 1996, Carlsbad)
- chód na 10 km – 30:58 (6 stycznia 2002, Brasilia)

Źródło: 